# Podział administracyjny Omanu
Oman podzielony jest na 11 gubernatorstw (muhafaz), a na niższym poziomie na 61 prowincji (wilajetów). Podział ten został ustalony dekretem sułtańskim nr 114/2011 z 26 października 2011 roku.
| Podział administracyjny Omanu | Nazwa arabska | Transliteracja wg normy DIN 31635 | Nazwa polska                   | Centrum administracyjne | Liczba wilajetów |
| ----------------------------- | ------------- | --------------------------------- | ------------------------------ | ----------------------- | ---------------- |
| Podział administracyjny Omanu | ظفار          | Ẓufār                             | Zufar                          | Salala                  | 10               |
| Podział administracyjny Omanu | الوسطى        | al-Wusṭā                          | Prowincja Centralna            | Hajma                   | 4                |
| Podział administracyjny Omanu | الظاهرة       | aẓ-Ẓāhira                         | az-Zahira                      | Ibri                    | 3                |
| Podział administracyjny Omanu | الداخلية      | ad-Dāḫilīya                       | ad-Dachilijja                  | Nizwa                   | 8                |
| Podział administracyjny Omanu | جنوب الشرقية  | Ǧanūb aš-Šarqīya                  | Prowincja Południowo-Wschodnia | Sur                     | 5                |
| Podział administracyjny Omanu | شمال الشرقية  | Šamāl aš-Šarqīya                  | Prowincja Północno-Wschodnia   | Ibra                    | 6                |
| Podział administracyjny Omanu | مسقط          | Masqaṭ                            | Maskat                         | Maskat                  | 6                |
| Podział administracyjny Omanu | جنوب الباطنة  | Ǧanūb al-Bāṭina                   | Dżanub al-Batina               | Ar-Rustak               | 6                |
| Podział administracyjny Omanu | شمال الباطنة  | Šamāl al-Bāṭina                   | Szamal al-Batina               | Suhar                   | 6                |
| Podział administracyjny Omanu | محافظة        | al-Buraimī                        | al-Burajmi                     | Al-Burajmi              | 3                |
| Podział administracyjny Omanu | مسندم         | Musandam                          | Musandam                       | Chasab                  | 4                |

## Podział administracyjny do 2011 roku
Do 2011 roku Oman podzielony był na 5 regionów (mintakat) i 4 gubernatorstwa (muhafaza).
| Regiony (mintakat) |                           |                 |            |          |           |    |
| 4 | Al-Mintakat ad-Dachilijja | منطقة الداخلية  | Nizwa      | 31 900   | 267 140   | 8  |
| 6 | Mintakat al-Batina        | منطقة الباطنة   | Suhar      | 12 500   | 653 505   | 13 |
| 2 | Al-Mintakat al-Wusta      | المنطقة الوسطى  | Hajma      | 79 700   | 22 983    | 4  |
| 5 | Al-Mintakat asz-Szarkijja | المنطقة الشرقية | Sur        | 36 800   | 313 761   | 11 |
| 3 | Mintakat az-Zahira        | منطقة الظاهرة   | Ibri       | 37 0001) | 130 177   | 3  |
| Gubernatorstwa (muhafaza) |                           |                 |            |          |           |    |
| 7 | Muhafazat Maskat          | محافظة مسقط     | As-Sib     | 3 500    | 632 073   | 6  |
| 8 | Muhafazat Musandam        | محافظة مسندم    | Chasab     | 1 800    | 28 378    | 5  |
| 1 | Muhafazat Zufar           | محافظة ظفار     | Salala     | 99 300   | 215 960   | 9  |
| | Muhafazat al-Burajmi      | محافظة البريمي  | Al-Burajmi | 7 0001)  | 76 838    | 3  |
| Razem | Oman                      | سلطنة عمان      | Maskat     | 309 500  | 2 340 815 | 62 |
| 1)Muhafazat al-Burajmi został utworzony z części terytorium Mintakat az-Zahira w dniu 15 października 2006, na mocy Królewskiego Dekretu 108. |                           |                 |            |          |           |    |